# Rougeotia ludovicoides
Rougeotia ludovicoides là một loài bướm đêm trong họ Noctuidae.